# Jarede (santo)
São Jarede (em 
ge'ez: ቅዱስ ያሬድ; 25 de abril de 505 - 20 de maio de 571) foi um compositor axumita no século VI. Muitas vezes considerado o pioneiro da música tradicional da Etiópia, ele desenvolveu a música da Igreja Ortodoxa Etíope e da Igreja Ortodoxa Eritreia. Num contexto mais amplo, ajudou a estabelecer a música litúrgica na Igreja Ortodoxa Copta e na Igreja Ortodoxa Siríaca, bem como a criar o sistema de notação musical etíope. Além disso, ele compôs Zema, ou a tradição do canto da Etiópia, particularmente os cantos das Igrejas Ortodoxas Etíope-Eritreia Tewahedo, que ainda hoje são executados.
São Jarede era de Axum; de acordo com a lenda tradicional, sua educação anterior diminuiu após a morte de seu pai, e sua mãe posteriormente o enviou ao padre da paróquia Abba Gedeon. Ao embarcar no exílio para o local de nascimento de seu tio em Murade Qal, São Jarede se arrependeu de seu fracasso na educação depois de ver a exemplificação do esforço de uma lagarta para subir em uma árvore até seu pico. Estimulado pelo sucesso da lagarta, São Jarede ganhou confiança em seu valor e posteriormente alcançou sucesso na vida adulta. Ele se tornou um sacerdote da Arca Sagrada de Sião. Durante o reinado do Imperador Gebre Meskel (filho do Imperador Kaleb), São Jarede ganhou significativamente destaque por seu estilo musical, e o imperador o amava.
Durante a expedição dos Nove Santos do Império Bizantino, São Jarede cooperou com eles para construir várias igrejas em Tigré.
Ele é considerado um santo da Igreja Ortodoxa Etíope-Eritreia, com seu dia de festa celebrado em 19 de maio. Seu nome vem da pessoa bíblica conhecida em português como "Jarede".